# Sverige är mitt allt på jorden
Sverige är mitt allt på jorden är en fosterländsk svensk sång med text av Harald Jacobson, publicerad i diktsamlingen Fallande blad 1901, och musik av Henrik Heimer.